# Teresa Enrich i Mas
Teresa Enrich i Mas (nascuda a Barcelona) és una productora audiovisual catalana que fou directora de l'Institut Català d'Empreses culturals des del 16 de gener de 2013 fins al 25 de juliol de 2013.

## Biografia
Nascuda a Barcelona, Teresa Enrich, compta amb una trajectòria de més de 25 anys en el sector de la producció audiovisual i és considerada com una de les professionals de més experiència en el sector. Ha participat com a productora o directora de producció en desenes de projectes audiovisuals, entre els quals destaquen pel·lícules com Tras el Cristal, Vorvik, Wheels on Meals, L'habitació de Fermat o Carta a Eva, així com nombroses coproduccions amb països com França, Alemanya, Estats Units, Hong Kong, Brasil, Mèxic, Perú, Colòmbia, Argentina, Xile o Costa Rica.
En l'àmbit de la televisió, ha estat productora de telefilms i sèries com Mar Rojo Engrenage I i II, Les veus del Pamano i prop de 80 documentals en coproducció amb diversos països de Llatinoamèrica, que va realitzar exercint com a directora de producció de l'Associació de Televisions Educatives i Culturals Iberoamericanes (ATEI). També ha estat directora de producció de Canals Temàtics de Tele5/Planeta.
Ha estat vicepresidenta de l'Acadèmia de Cinema Espanyol durant el període de presidència d'Álex de la Iglesia i actualment (2013) n'és membre consultor en l'especialitat Producció.
Després de fer estudis de Ciències Empresarials per la Universitat de Barcelona, va realitzar el Màster en Comerç Internacional a EADA i es va diplomar en Film as a Popular Art a la City of London Polytechnic, en “EAVE” a Els Entrepeneurs de l'Eudiovisuel Europeen de Brussel·les i va realitzar un training en Producció a Los Angeles.
Ha impartit docència al Màster de Producció de Cine de la Universidad d'Alcalà d'Henares, al Màster de Producció de Documentals de la Universitat Pompeu Fabra, així com a la Universidad de Mèrida (Venezuela), Universidad de Lima (Perú), ICI de México, Universidad de Medellín (Colòmbia), Universidad de Mendoza (Argentina) i a la Pia Monte de Madrid.